# Heparina
A heparina é um  polissacarídeo polianiônico sulfatado pertencente à família dos glicosaminoglicanos. É composta por unidades dissacarídeas repetidas compostas por ácido urônico e um açúcar aminado. Possui ação farmacológica atuando como medicamento anticoagulante utilizado em várias patologias.

## Usos clínicos

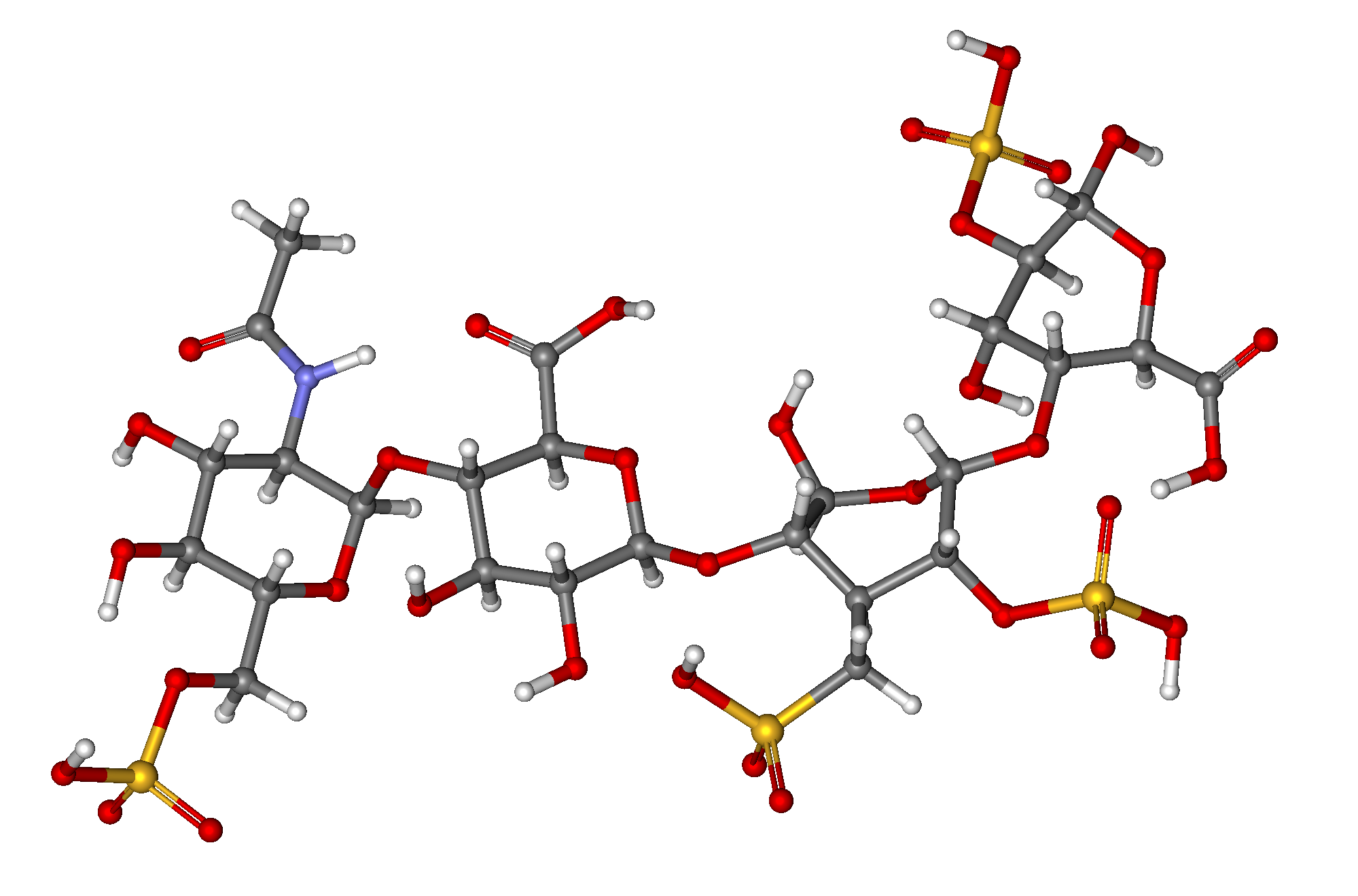
Modelo de bolas e varetas da heparina

- Prevenção de trombose venosa profunda.
- Tratamento de embolia pulmonar.
- Tratamento de síndromes coronarianas agudas incluindo infarto agudo do miocárdio e angina instável.
- Anticoagulante para indução de circulação extracorpórea em cirurgia cardíaca.
- Anticoagulante para auxílio no tratamento da fibrilação atrial.
- Anticoagulante para utilização em procedimentos de hemodiálise.

## Localização
Encontra-se presente nos tecidos que estão em contato com o meio externo, tais como pulmões, pele e mucosa intestinal, ou em órgãos responsáveis pela defesa do organismo, tais como o timo e os gânglios linfáticos. A heparina encontra-se dentro dos grânulos secretórios dos mastócitos.

## Mecanismo de ação
A heparina interage com a antitrombina, formando um complexo ternário que inativa várias enzimas da coagulação, tais como os fatores da coagulação (II, IX e X) e mais significativamente a trombina. Esta interação aumenta em mais de 1000 vezes a atividade intrínseca da antitrombina. Pode-se reverter o efeito da heparina através da administração de um antídoto, chamado protamina.
Atualmente encontra-se disponível no mercado a heparina de baixo peso molecular, que possui maior efetividade e menor incidência de efeitos colaterais.

## Administração
Por via intravenosa (em bolus ou em infusão contínua) ou por via subcutânea.

## Efeitos clinicamente úteis
Torna o sangue mais fluido e inibe a formação de trombos ou coágulos.
Aumenta as concentrações de lípidos no sangue.

## Efeitos adversos
- Hemorragias
- Trombocitopenia (diminuição da contagem de plaquetas).
- Queda do cabelo (alopécia) transitória.
- Osteoporose.
- Reações alérgicas.
- Necrose de pele.

## Contraindicações
É contraindicada em pessoas com hemofilia, trombocitopenia, púrpuras, hipertensão arterial, endocardite, úlcera ou insuficiência hepática ou renal.